# Lac de Castillon
Der Lac de Castillon [lak də kastijɔ̃] ist ein Stausee im französischen Département Alpes-de-Haute-Provence. Er liegt auf einer Höhe von 880 m, die Fläche beträgt etwa 5 km² und sein Speicherinhalt 150.000.000 m³ Wasser. Den Zu- und den Abfluss bildet der Fluss Verdon. Mit dem Aufstauen des Wassers wurde das namengebende Dorf Castillon überflutet.

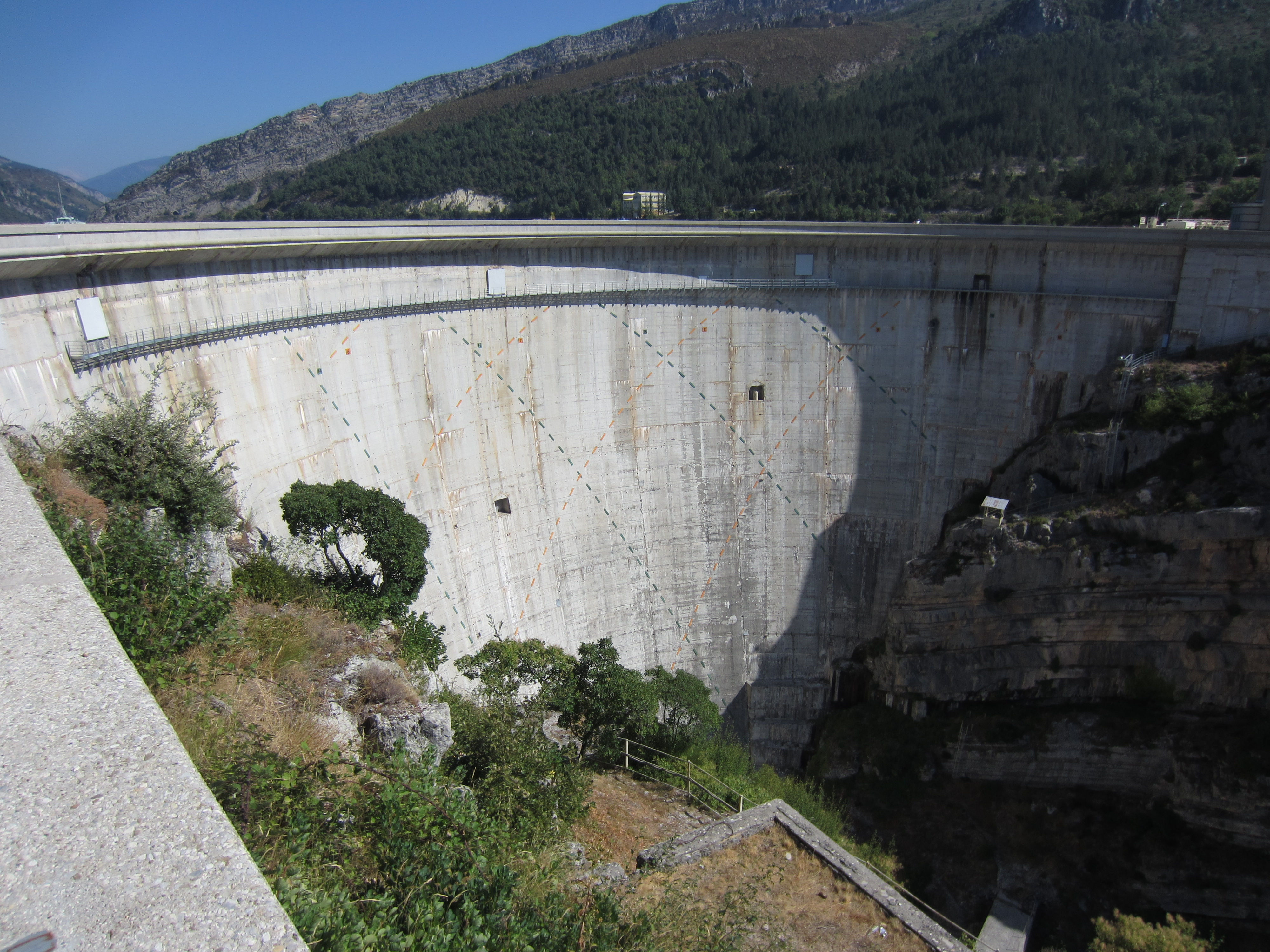
Staumauer

Der See befindet sich nordöstlich von Castellane. Direkt am See liegt das Dorf Saint-Julien-du-Verdon, wo zahlreiche Wassersportmöglichkeiten wie Baden, Surfen, Bootfahren oder Angeln angeboten werden. Unterhalb der Staumauer (Barrage de Castillon), mittels der die jährlich auftretenden Strömungsschwankungen zur Verdonschlucht geregelt werden, betreibt Électricité de France (EDF) ein Wasserkraftwerk.